# Le Prieuré de l'oranger
 (août 2024).
Le Prieuré de l'oranger est un roman fantastique de Samantha Shannon publié en 2019. L'autrice décrit son roman comme un « récit féministe de Saint Georges et le Dragon ».
Une préquelle se déroulant 500 ans avant les événements du Prieuré de l'oranger est publiée en 2023 sous le titre Un jour de nuit tombée.

## Synopsis
Le pouvoir de la reine Sabran IX est fragile ; alors qu'elle n'a pas encore d'héritière pour le reinaume, le Sans-Nom menace de se réveiller. Ead Duryan, sa femme de chambre et protectrice, refuse quant à elle secrètement de prier le Saint, qu'elle appelle l'Imposteur. Pendant ce temps, Lord Arteloth Beck, ami proche de Sabran, est banni d'Inys dans une quête futile menée par des personnes souhaitant affaiblir la reine.
À l'Est, où les dragons d'eau sont vénérés comme des dieux vivants, Tané a passé sa vie à s'entraîner pour devenir dragonnière. Lorsqu'elle rencontre un étranger et intrus venu de l'Ouest, elle met son avenir en péril en le cachant avec Niclays Roos, un alchimiste alcoolique à la recherche du secret de l'immortalité qui a été banni de la cour de Sabran il y a des années.

## Réception critique
Le Prieuré de l'oranger est parfois comparé à un Game of Thrones au féminin et Samantha Shannon à l'écrivain George R. R. Martin.[réf. nécessaire]

## Engagement de l'autrice
Samantha Shannon déclare regretter l'absence des femmes, en tant qu'autrices ou principales protagonistes, parmi les listes des meilleurs livres fantastiques. Son but est donc de féminiser le genre de la fantasy, qu'elle considère comme étant « intimement lié au patriarcat depuis très longtemps ». Dans Le Prieuré de l'oranger, elle réinvente ainsi la légende de Saint Georges et du Dragon en démantelant le cliché de la femme qui attend d'être secourue. Le Prieuré de l'oranger et sa préquelle Un jour de nuit tombée incluent de surcroit de multiples personnages LGBT.